# Мартин Аликве
Мартин Аликве (ест. Martin Allikvee; Талин, 21. март 1995) естонски је пливач чија специјалност су трке прсним стилом. Вишеструки је национални првак и рекордер и учесник светских превнстава и Олимпијских игара.

## Спортска каријера
Аликве је присутан на међународној пливачкој сцени од 2013. и европског јуниорског првенства на ком је дебитовао пливајући у два финала на 50 и 100 метара прсним стилом. Свега годину дана касније дебитовао је и у конкуренцији сениора пливајући на европском првенству у великим, и светском првенству у малим базенима. Године 2015. дебитовао је на светским првенствима у великим базенима, иако није успео да постигне неки запаженији резултат на такмичењу које је те године одржано у рсуком граду Казању.
Успео је да се квалификује за наступ на ЛОИ 2016. у Рију где је у квалификацијама трке на 200 прсно заузео 33. место и није успео да се пласира у полуфинале.
Други наступ на светским првенствима у великим базенима имао је у у корејском Квангџуу 2019, пливајући у све три појединачне трке прсним стилом — 29. место на 50 метара, 25. на 100 и 19. место на 200 метара.